# Поправка, Павел Венедиктович
Павел Венедиктович Поправка (1914—1994) — советский военнослужащий. Участник Великой Отечественной войны. Герой Советского Союза (1943). Старшина.

## Биография
Павел Венедиктович Поправка родился 8 августа (26 июля — по старому стилю) 1914 года в селе Потеряйки Полтавского уезда Полтавской губернии Российской империи (ныне село Решетиловского района Полтавской области Украины) в крестьянской семье. Украинец. С ранних лет Павел Венедиктович помогал отцу в поле. Родители не считали образование главным для сына, поэтому в школу он пошёл поздно. В 1931 году П. В. Поправка окончил 4 класса начальной школы в соседнем селе Братешки. Разразившийся в стране в начале 30-х годов XX века голод заставил Павла Венедиктовича покинуть родное село. Он переехал в соседнюю Харьковскую область. Поселился в селе Первомайское. Работал в местном совхозе в строительной бригаде. С 1937 по 1941 год проходил срочную службу в Рабоче-крестьянской Красной Армии. Демобилизовался незадолго до начала Великой Отечественной войны в звании старшины.
Вновь на военную службу Павел Венедиктович был призван Шевченковским районным военкоматом в июне 1941 года. В боях с немецко-фашистскими захватчиками с августа 1941 года. Участвовал в обороне Крымского полуострова. С ноября 1941 года на Закавказском фронте. Участник Битвы за Кавказ. Был ранен, лечился в госпитале. Со второй половины 1942 года в составе 318-й горнострелковой дивизии 18-й армии в должности ротного старшины 1339-го горнострелкового полка. До начала 1943 года подразделения полка держали оборону в предгорьях Главного Кавказского хребта на туапсинском направлении. В январе 1943 года Павел Венедиктович участвовал в контрударе Черноморской группы войск Закавказского фронта. С марта 1943 года 18-я армия действовала в составе Северо-Кавказского фронта на новороссийском направлении.
В сентябре 1943 года 1339-й горнострелковый полк 318-й горнострелковой дивизии, высаженный в ночь на 10 сентября 1943 года в составе тактического десанта в новороссийском порту в районе у цементного завода «Красный Октябрь», покрыл себя неувядаемой славой, в течение шесть суток отбивая многочисленные контратаки врага. Во время высадки десанта старшина роты 1-го стрелкового батальона П. В. Поправка, командуя штурмовой группой, первым в своём подразделении высадился в Цемесской бухте, после чего со своими бойцами ворвался в здание, превращённое немцами в мощный опорный пункт, и уничтожил засевших в нём вражеских солдат. Штурмовой группой Поправки также был захвачен крупный немецкий склад, что позволило обеспечить беспрерывное снабжение десантников продуктами питания и боеприпасами. В беспрерывных рукопашных схватках бойцы 1339-го горнострелкового полка не только удержали захваченный плацдарм, но и смогли продвинуться к посёлку Мефодиевский и завязали бой на его окраине. 16 сентября 1943 года старшина П. В. Поправка участвовал в освобождении Новороссийска от немецко-фашистских захватчиков, а 21 сентября в составе своего подразделения освобождал Анапу.
После освобождения Таманского полуострова командование Северо-Кавказского фронта приступило к разработке планов высадки десантов на Керченском полуострове. Операция получила название Керченско-Эльтигенской десантной операции. Эльтигенский десант, в состав которого была включена 318-я горнострелковая дивизия, действовал на вспомогательном направлении. Ему предстояло захватить плацдарм южнее Керчи в районе посёлка Эльтиген, овладеть портом Камыш-Бурун и обеспечить высадку 117-й гвардейской стрелковой дивизии, после чего совместно с силами основного десанта освободить Керченский полуостров. 1 ноября 1943 года старшина П. В. Поправка под яростным артиллерийским огнём противника одним из первых в своём полку высадился на Керченском полуострове и участвовал в захвате плацдарма. В течение шести суток непрерывных боёв он отражал контратаки противника, проявляя при этом образцы геройства и отваги. Указом Президиума Верховного Совета СССР от 17 ноября 1943 года старшине Поправке Павлу Венедиктовичу было присвоено звание Героя Советского Союза.
После ранения под Эльтигеном П. В. Поправка был эвакуирован на Таманский полуостров, однако через неделю он сбежал из медсанбата и явился в расположение штаба своей дивизии. Но на Керченский полуостров он вновь попал лишь во второй половине января 1944 года, когда 318-я горнострелковая дивизия в составе 3-го стрелкового корпуса Отдельной Приморской армии была переброшена в Крым. В апреле 1944 года Павел Венедиктович участвовал в освобождении города Керчь. Был дважды ранен. После второго тяжёлого ранения и лечения в госпитале его направили для дальнейшего прохождения службы в Харьковское военное пехотное училище, вернувшееся из Намангана. После окончания Великой Отечественной войны старшина П. В. Поправка был демобилизован. Он вернулся в Шевченковский район. Жил в посёлке Боровское, работал прорабом в местном совхозе. После выхода на пенсию переехал в Харьков. 5 января 1994 года Павел Венедиктович скончался. Похоронен на кладбище № 4 города Харькова.

## Награды
- Медаль «Золотая Звезда» (17.11.1943);
- орден Ленина (17.11.1943);
- орден Отечественной войны 1-й степени (06.04.1985);
- орден Красной Звезды (15.10.1943);
- медали, в том числе:
  - медаль «За оборону Кавказа»;
  - юбилейная медаль «В ознаменование 100-летия со дня рождения Владимира Ильича Ленина»
  - медаль «За победу над Германией в Великой Отечественной войне 1941—1945 гг.»;
  - юбилейная медаль «Двадцать лет Победы в Великой Отечественной войне 1941—1945 гг.»;
  - юбилейная медаль «50 лет Вооружённых Сил СССР».

## Память
- Памятный знак в честь Героя Советского Союза П. В. Поправки установлен в посёлке городского типа Решетиловка Полтавской области Украины.
- Мемориальная доска в честь Героя Советского Союза П. В. Поправки установлена в Харькове по адресу: улица Светлая, 29.

## Документы
- Общедоступный электронный банк документов «Подвиг Народа в Великой Отечественной войне 1941—1945 гг.» Дата обращения: 11 декабря 2012. Архивировано из оригинала 13 марта 2012 года.

Представление к званию Героя Советского Союза. Дата обращения: 11 декабря 2012. Архивировано 25 января 2013 года.
Указ Президиума Верховного Совета СССР о присвоении звания Героя Советского Союза. Дата обращения: 11 декабря 2012. Архивировано 25 января 2013 года.
Орден Отечественной войны 1-й степени (информация из карточки награждённого к 40-летию Победы). Дата обращения: 11 декабря 2012. Архивировано 25 января 2013 года.
Орден Красной Звезды (наградной лист и приказ о награждении). Дата обращения: 11 декабря 2012. Архивировано 25 января 2013 года.